# هاجيمي ياسودا
هاجيمي ياسودا (باليابانية: 安田一؛ بالكانا: やすだ はじめ) هو شخصية أعمال ياباني، ولد في 14 أبريل 1907، وتوفي في 26 مارس 1991.